# 会议论文集
在学术界和图书馆学界，会议论文集（英語：conference proceeding）是在一个学术会议或研讨会上发表的学术论文集。会议论文集通常包含研究人员在会议上做出的贡献。它们是提交给研究人员同行的工作的书面记录。在许多领域，它们作为学术期刊的补充出版；在一些领域，它们被认为是主要的传播途径；在其他领域，它们可能被视为灰色文獻。它们通常在会议开幕前或闭幕后以印刷版或电子版分发。
"Proceedings"的一个不太常见的、更广泛的含义是指一个学术领域、学术团体的行为和发生的事情。例如，Acta Crystallographica期刊的标题是新拉丁文，意思是“晶体学的会议记录”；美国国家科学院院刊（Proceedings of the National Academy of Sciences of the United States of America）是该学院的主要期刊。ISO 4级标题缩写以Proc、Acta或Trans开头的科学期刊是一个领域或与之相关的组织的会议记录（transactions）的期刊，这是该词的次要含义。

## 作者和编辑
为会议选择和收集论文是由一个或多个人组织的，他们组成了编辑小组。会议论文集中论文的品質保证通常靠的是在接受论文之前外部人员对论文的审阅。各个会议的品質控制水平有很大不同：有些会议对于论文只有接受/拒绝这两种决定，而有些会议则要经过更彻底的反馈和修改周期（同行评审或审稿）。根据会议的级别，这个过程可能需要长达一年的时间。编辑们决定会议论文集的组成、论文的顺序，并制作序言和可能的其他文本。尽管大多数论文的修改是在编辑和作者之间达成共识的基础上进行的，但编辑也可以单独对论文进行修改。
由于会议论文集来自个人研究者，其特点与教科书有着明显的不同。每篇论文通常与论文集中的其他论文没有太大关联。大多数情况下，一篇论文与另一篇论文之间没有一个普遍的论点。
在某些情况下，会议论文集的编辑可能决定将论文集进一步编成一本教科书。这甚至可能是会议开始时的一个目标。

## 出版
会议论文集由会议的组织机构在内部出版，或通过学术出版商出版。例如，Springer出版的《计算机科学讲义》（Lecture Notes in Computer Science）的大部分内容来自于会议论文集。会议论文集也可以通过专门的论文集系列出版，以编辑成册，其所有文章都来自于会议论文。例如，学术出版商AIJR出版的AIJR论文集 （页面存档备份，存于）系列。 在这种系列中，会议论文集作为编辑卷出版，与在期刊上发表会议论文不同； 这类出版物也被称为会议期刊。越来越多的会议论文集以电子形式通过互联网或CD、USB等方式出版。
在科学领域，会议论文集的出版品質通常不如国际科学期刊的品質好。然而，在计算机科学领域，由于该领域的快速发展，在会议论文集中发表的论文被赋予了比其他领域更高的地位。
一些与特定会议无关的正式学术期刊也使用“proceedings”一词作为其名称的一部分，例如《美国国家科学院院刊》。

## 格式
会议论文集可以作为书籍或叢書出版，也可以在期刊上发表，或者以其他形式作为系列出版物出版。 在许多情况下，这些出版物没有影响因子， 但可能存在其他期刊指标（如Google学术搜索H指数Scimago-metrics）。会议论文集往往是由独立的书目数据库和引文索引提供索引的，例如，会议论文集引文索引而不是科学引文索引。